# جيمس ماثياس فينلي
جيمس ماثياس فينلي (بالإنجليزية: James Mathias Fennelly)‏ (5 سبتمبر 1929 - 8 يناير 2000)؛ فيلسوف، مؤرخ وروائي أمريكي.